# Cylindromyia propusilla
Cylindromyia propusilla is een vliegensoort uit de familie van de sluipvliegen (Tachinidae). De wetenschappelijke naam van de soort is voor het eerst geldig gepubliceerd in 1965 door Sabrosky and Arnaud.